# پامچال گرده‌ای
پامچال گرده‌ای (نام علمی: Primula pulverulenta) نام یک گونه از سرده پامچال است.